# Бамблби
Бамблби (Шершень) — персонаж «Вселенной Трансформеров». Один из самых ранних и самых популярных героев серии.

## Описание
Бамблби — трансформер, относящийся к лагерю автоботов. Окраска корпуса — жёлтая с чёрным (отсюда и прозвище); оптические датчики — голубые.
Бамблби — один из самых «мелких» трансформеров. Его основная роль — шпионаж; благодаря своему проворству и ловкости, может выполнять также обязанности диверсанта. К его преимуществам относятся: острое зрение (по этому показателю он превосходит подавляющее большинство автоботов); эффективный расход энергии и топлива; способность перемещаться в воде и под водой в альт-форме.

## Биография в мультсериалах

### Трансформеры: Первое поколение
В качестве действующего лица появляется на экране даже раньше, чем сам Оптимус Прайм: вместе с Гонщиком он рыщет по Кибертрону в поисках остродефицитной энергии и чудом уходит из-под обстрела десептиконов. На Земле становится другом и транспортным средством Спайка Уитвики — первого земного знакомого и союзника автоботов. Очень предан своему командиру Оптимусу Прайму.
В третьем сезоне мультсериала Бамблби / Шершень появляется очень редко; вероятно, это объясняется тем, что после гибели Прайма он как бы отошёл от дел, тем более что Спайк к этому времени уже стал взрослым и не нуждался больше в постоянной помощи и защите. Известно, что Шершень вместе с Томагавком, Шезлонгом и Ветрорезом защищал базу автоботов от нападения Триптикона. В дальнейшем он возглавил отряд дроссельботов — гарнизон Метроплекса.
В конце третьего сезона, когда трансформеров поражает «Чума Ненависти», Шершень получил смертельное ранение в схватке с заражёнными трансформерами, однако впоследствии был реконструирован в значительно более мощного трансформера — дроссельбота Золотого Гиганта.

### «Трансформеры: Скрэмбл Сити»
На Кибертроне Бамблби вместе с Уилджеком подвергся нападению Сикеров. На Земле вместе со своим другом Спайком работал над созданием Метроплекса.

### «Трансформеры: Энергон»
В этом сериале Бамблби — один из Омниконов. Появляется только во флэшбеке, когда Айронхайд рассказывает Кикеру о Родимусе Прайме.

### Трансформеры: Анимация
В прошлом — курсант военного училища автоботов на Кибертроне. Мечтал попасть в Элитную Охрану, но вместо этого со своим приятелем Твердолобым угодил в возглавляемую Оптимусом Праймом бригаду, занимающуюся ремонтом космических мостов. Вначале был очень этим недоволен; вскоре, однако, выяснилось, что и у скромных ремонтников «в жизни всегда есть место подвигу» — особенно если у них в руках оказывается «Великая Искра», за которой охотятся десептиконы во главе с самим Мегатроном…
Бамблби — очень «заводной» и пылкий по характеру; от избытка энтузиазма способен, как говорится, «наломать дров». Гордится тем, что является самым быстрым из автоботов, но переживает из-за своих маленьких (для трансформера) размеров и не упускает случая поквитаться с тем, кто ущемляет его самолюбие, пусть даже нечаянно — в частности, с тем же Твердолобым, когда тот по вине злодея-изобретателя Мастерсона на некоторое время лишается туловища. Любит помечтать «о чём-нибудь большом». Стремясь самоутвердиться, порой проявляет безрассудную смелость, готов сразиться с любым противником, даже с тем, кому намного уступает по силе и техническим возможностям — например, со Скандалистом. Склонен принимать скоропалительные решения, о которых потом сам сильно жалеет.
На Земле быстро становится ближайшим другом Сари Самдэк и участником всех её затей. Именно благодаря Бамблби Сари попадает на корабль автоботов, где вступает в контакт с «Великой Искрой» и получает таинственный Ключ, с помощью которого можно исцелять повреждённых трансформеров и вдохнуть жизнь в любой механизм. На протяжении всего сериала Бамблби — постоянный спутник девочки, её телохранитель и партнёр по играм.
Бамблби (в альт-форме кибертронского транспортного средства) вместе с Уилджеком был замечен в документальном фильме о Великой войне за Кибертрон, который смотрел Оптимус Прайм.

### Трансформеры: Боты-Спасатели
В этом сериале Бамблби выполняет роль курьера. Прибыв к отряду Спасателей, он по приказу Прайма помогает им разобраться с неизвестным метеором. Как и в «Prime», Бамблби лишен способности говорить и общается с помощью звуковых сигналов. В то время, когда Боты-спасатели отправились в будущее, Бамблби вместе с Оптимусом помог им уничтожить Морботов, выигрывая для них время.

### Трансформеры: Прайм
В отряде Оптимуса Прайма он — самый молодой, однако уже зарекомендовал себя как ловкий разведчик и отважный боец. Бамблби очень предан Оптимусу — чтобы помочь командиру, не побоялся вступить в схватку с грозным десептиконом Скайквейком и победил его, хотя тот был, как минимум, раза в два больше Бамблби по размеру. Затем, когда Прайм заразился «кибонной чумой» на заброшенном корабле, отправился вместе с Арси на «Немезиду» за лекарством; но выяснилось, что нужной информации в десептиконской базе данных нет, и Бамблби добровольно вызвался совершить очень рискованное (хоть и виртуальное) путешествие внутрь разума Мегатрона, чтобы узнать нужную формулу. Успешно завершив эту миссию, он спас жизнь Оптимусу, однако сам оказался в большой опасности, так как его собственным разумом завладел Мегатрон. Одержимый Мегатроном, Бамблби добыл и доставил на «Немезиду» осколок Тёмного Энергона, с помощью которого вождь десептиконов исцелился от последствий ранения, полученного в битве у космического моста. После этого сознание Мегатрона вернулось в его собственное тело, а Бамблби снова стал самим собой. Однако и после этого ему неоднократно случалось попадать в неприятные ситуации — например, когда подручные Сайлеса выкрали у него «т-шестерню(шестерню трансформации)», тем самым лишив его возможности переключаться из одной альт-формы в другую
Как всегда, у Бамблби появляется земной приятель — двенадцатилетний мальчик Рафаэль Эскивел (для друзей — просто Раф). Хотя Бамблби лишён дара речи и общается с помощью гудящих звуков, Раф его отлично понимает и при необходимости «переводит» Джеку и Мико всё, что тот хочет сказать. Бамблби тоже очень привязался к своему подопечному и, как может, оберегает его: даже находясь под контролем Мегатрона, он старается не причинять Рафу вреда. Он также отдаёт свой собственный энергон, чтобы вылечить Рафа, отравленного Тёмным Энергоном.
Во время последней битвы на корабле десептиконов был убит Мегатроном, но под воздействием киберматерии Омега-Замка возродился и с помощью Звёздного Меча сам убил Мегатрона. Кроме того, к нему вернулся дар речи.
В полнометражном мультфильме «Трансформеры: Прайм - Восстание Предаконов», продолжающем сюжетную линию мультсериала, Бамблби становится одним из главных действующих лиц. На площади Каона, в самом начале, Оптимус торжественно посвящает его в воины, как героя. Далее, после отлёта Прайма и внезапного появления двух предаконов, Бамблби с остальными автоботами отправляются по следам Предакинга, а затем благополучно возвращаются назад. В отсутствие Оптимуса Бамблби взял командование на себя и успешно справлялся с этим.

### Transformers: How to Ride Your Dinobot
Бамблби решил оседлать Стрейфа, воспользовавшись пособием. Сначала он пробовал прыгнуть на него с обрыва, потом гонялся за диноботом, наконец, попытался приманить его, но все эти попытки закончились неудачно. Однако после продолжительных упражнений автоботу удалось оседлать напарника.

### Трансформеры: Роботы под прикрытием
Спустя пять лет после победы над десептиконами, Бамблби занимает должность лейтенанта полиции. Его напарница Стронгарм юный кадет мечтает о сражениях и упивается рассказами Бамблби о подвигах. Во время поимки хулигана Сайдсвайпа, Бамблби приходит видение Оптимус Прайм указывает на Космический мост на Землю, который находится в музее. Бамблби, Стронгарм и пойманный Сайдсвайп активируют Мост. Бамблби перемещаются на Землю, но Стронгарм и прикованный Сайдсвайп прошли за ним. Там Сайдсвайпа отпускают и находят крупную проблему — разбившийся корабль-тюрьму и миникона-сторожа Фиксита. По пути команда (с Сайдсвайпом) находит союзников Дэнни и Рассела Клей. К ним присоединяется Динобот-узник Алкемора Гримлок. Они пытаются поймать опасного заключённого, съевшего целый город, по имени Андербайт. Бамблби принимает роль лидера в сложившейся команде и с помощью Оптимуса Прайма побеждают Андербайта. Бамблби и его команда остаются на Земле для поимки остальных десептиконов…

## Биография в фильмах

### Трансформеры
На Кибертроне исполнял функцию шпиона и разведчика. Автоботы относились к Бамблби как к младшему брату. Но он хотел серьёзных заданий. После того, как Оллспарк пропал с Кибертрона
и был обнаружен на Земле, у Бамблби появилась очень важная и опасная миссия — оберегать Сэма Уитвики, у которого хранился артефакт — очки прадеда, на которых была запечатлена карта местонахождения Великой Искры. Бамблби стал не только телохранителем, но и лучшим другом Сэма.
Из-за тяжёлого ранения Бамблби не может говорить. Однако, оказавшись на Земле, он находит выход из положения — выражает своё отношение к происходящему (например, к попыткам Сэма поухаживать за Микаэлой Бейнс) с помощью отрывков из популярных хитов, фрагментов радиопередач и киношных саундтреков.
Когда Сэм обнаруживает, что его первая в жизни собственная «тачка» — инопланетный робот-трансформер, он сначала «выпадает в осадок», но вскоре шок проходит, особенно после того, как Бамблби спасает Сэма и Микаэлу от нападения десептикона Баррикейда. Сэм, в свою очередь, выручает Бамблби, когда сотрудники «Сектора 7» (тайной правительственной организации, занимающейся сбором и изучением материалов об инопланетных пришельцах) захватывают его в плен и собираются заморозить, чтобы подвергнуть исследованиям.
Когда десептиконы атакуют плотину Гувера, где находятся Мегатрон и Оллспарк, Бамблби помогает людям спрятать Искру — он уменьшает её до размеров посылочного ящика, и это позволяет вывезти её из хранилища под плотиной прежде, чем десептиконы успевают прорваться туда. Вместе с другими автоботами Бамблби сопровождает Искру, охраняя её, а затем участвует в сражении с десептиконами на улицах Мишн Сити. Искалеченный Старскримом, который отстрелил ему обе ноги, он всё равно продолжает сражаться (с помощью Микаэлы, помогающей ему передвигаться) и даже убивает одного из десептиконов — Броула. В конце фильма просит, появившимся голосом, у Оптимуса Прайма остаться с Сэмом, Оптимус разрешает и Бамблби остаётся с Сэмом до событий второго фильма.

### Трансформеры: Месть падших
Спустя два года наши друзья расстаются, так как Сэм уезжает учиться в колледж и не может взять Бамблби с собой. Но обстоятельства складываются так, что им очень скоро вновь приходится встретиться и начать спасать планету от десептиконов, которые под предводительством древнего отщепенца рода Праймов — Фоллена — стремятся отыскать спрятанную много тысячелетий назад на Земле установку, перерабатывающую звёзды в энергон. Бамблби, как всегда, опекает Сэма и готов защитить его от любой опасности — например, от взбесившейся под воздействием излучения Оллспарка кухонной техники, или от десептиконши Элис, которая пытается в облике красивой блондинки сблизиться с Сэмом, а затем — убить его. После того, как Микаэла уничтожила Элис, Бамблби остался защищать Сэма после смерти Прайма и следовал за ним везде в поисках Матрицы лидерства. В сражении с десептиконами в Иордании по приказу Сэма защищал его родителей.

### Трансформеры 3: Тёмная сторона Луны
Во время событий третьего фильма Бамблби ненадолго покидает Сэма для помощи друзьям-автоботам в отряде NEST, но вскоре возвращается к своему другу, чтобы оберегать его. Вместе с другими автоботами он защищает Сентинела Прайма, а затем улетает с Земли (автоботам пришлось инсценировать эту акцию в ответ на требования человечества, находящегося под воздействием десептиконов). Участвует в отражении атаки десептиконов на Землю. Сдаётся в плен, чтобы отвлечь внимание врагов. Позднее, освободившись при помощи двух мелких автоботов, которые проникли в большой корабль десептиконов, Бамблби вновь вступает в бой и уничтожает нескольких десептиконов (в том числе Саундвейва). Вместе с Рэтчетом разрушает управляющую колонну «космического моста», тем самым предотвратив подготовленное десептиконами перемещение Кибертрона на орбиту Земли.

### Трансформеры: Эпоха истребления
После сражения в Чикаго Бамблби скрывался в пустыне. Когда пропал Оптимус Прайм, жёлтый автобот попытался возглавить оставшихся бойцов. Участвовал в нападении на здание KSI в Чикаго (где был возмущён тем, что люди посчитали его дизайн неудачным), после пробрался на корабль Локдауна, где помог спасти Кейда, Тессу и Шейна. Затем с другими автоботами вылетел в Гонконг, где вместе с Хаундом прикрывал людей от армии прототипов. Когда появились диноботы, Бамблби вместе со Стрейфом принялся сводить счёты со Стингером. Когда битва закончилась, автобот остался на Земле.

### Трансформеры: Последний рыцарь
После того, как Оптимус Прайм улетел на поиски создателей, люди вновь начали уничтожать трансформеров. Кейд Йегер и автоботы скрываются на свалке. Автоботы нашли новый аппарат для голоса Бамблби, но, к сожалению, он не подошёл.
Вместе с Когманом, который пришёл по приказу забрать Кейда Йегера, Бамблби отправляется в Англию. Там Кейд Йегер узнает, что во время войны Бамблби принёс победу. Но вскоре их раскрывают, и они едут в дом к Вивиан Уэмбли, последнего потомка Мерлина, где в кабинете её отца они находят информацию о местонахождении посоха, который нужен десептиконам и создателю для исцеления Кибертрона.
Посох почти был у наших, но тут появляется Оптимус Прайм и забирает его. Бамблби вступает в бой с Немезисом Праймом. Ему удаётся вернуть Оптимуса благодаря его голосу. Он возвращается к Бамблби во время битвы.
Бамблби выстреливает в Квинтессу. Также он убивает десептикона Нитро Зевса. Потом автоботы улетают на Кибертрон.

### Бамблби
13 декабря 2018 года вышел спин-офф о трансформере Бамблби, где действия происходят в 1987 году. Альтернативной формой робота является классический Фольксваген Жук. Раньше он именовался как Би-127, однако после битвы с Блицвингом он потерял память и голос (в одном из мультсериалов это событие повторялось, но причиной потери голоса Би-127 был Мегатрон, который не хотел, чтобы тот сказал Оптимусу о злых планах Олспарка). Чарли Уотсон дала ему новое имя — Бамблби. В конце фильма он трансформируется в Chevrolet Camaro, который был в первом фильме о Трансформерах. Дизайн Бамблби стал более округленым, простым и аккуратным, ноги стали больше по сравнению с предыдущих фильмов. Персонаж до потери голоса был озвучен Диланом О’Брайеном.

### Трансформеры: Восхождение Звероботов
Бамблби вернется в качестве одного из главных героев в Трансформеры: Восхождение Звероботов, действие которого происходит в 1994 году и является сиквелом Бамблби.

## Характер
Бамблби — бесстрашный и преданный солдат, верный друг. Но не смотря на это — очень наивный трансформер. Лучше всех прочих автоботов ладит с людьми, особенно быстро находит общий язык с детьми и подростками (в частности, увлекается теми же «игрушками»: от игровых аркадных автоматов, до современных приставок с видеоиграми.). Но и у него есть недостатки, главный из которых — его импульсивность. Бамблби может отлично продумать план сложной операции, и тут же очертя голову кинуться в бой, отбросив все разумные соображения.

Чтобы доказать остальным товарищам, что и такой коротышка, как он, на что-то способен, Бамблби постоянно рискует собой, прикрывая своим корпусом других. Иногда он ведёт себя как настоящий камикадзе, лишь бы его оценили по достоинству.
Ещё одним «слабым местом» в характере Бамблби является его уверенность в том, что он — самый быстрый из трансформеров; он всегда готов принять вызов любого, кто в этом сомневается, будь то автобот или десептикон. Среди последних его постоянный соперник — Нокаут, который тоже считает себя непревзойдённым гонщиком.
Несмотря ни на что, автоботы доверяют и ценят Бамблби, не только как товарища и младшего брата, но и как воина, и как достойного лидера. В комиксе IDW «Войны Кибертрона», когда Оптимус Прайм покинул пост лидера после смерти Айронхайда, а дезертир Хот Род скрылся с доброй половиной автоботов в неизвестном направлении, остатки команды Прайма выбрали Бамблби новым командиром. Желает мира на Кибертроне, именно поэтому постоянно пытается помирить экс-автоботов и экс-десептиконов, а также уладить отношения со «штатскими» — трансформерами, которые в своё время по тем или иным причинам не примкнули ни к одной из воюющих сторон.
Но даже у такого славного малого, как Бамблби, есть личные враги, которые его ненавидят; одним из них, как уже было сказано, является десептикон Нокаут, другим — бывший автобот Оса.
Во всех комиксах, где он только присутствует, Бамблби — верный и преданный воин Оптимуса Прайма, достойный звания командира. Он таким остается даже в параллельном измерении, где все наоборот. Бамблби очень хорошо ладит с другими трансформерами, даже с десептиконом Тандеркрэкером, также хочет, чтобы Мегатрон проявил к нему хоть немного уважения. Но он все равно остается немного наивным и нетерпеливым воином.

## Способности и возможности
Рост — от 3 до 5,2 метра, вес — 1,6 тонны Мощность — 6 мегатонн.
Скорость передвижения: в режиме автомобиля — 330 км/ч, в режиме робота — 15 км/ч.
Трансформация — При выборе альт-формы для персонажа (автомобиля) продюсер фильма Дон Мёрфи первоначально настаивал на сохранении модели «Фольксваген Жук», в которую превращался Бамблби в мультфильме. Однако в итоге выбор был сделан в пользу «Chevrolet Camaro», благодаря чему Бамблби получился более внушительным и современным персонажем, способным на равных сражаться с большинством десептиконов (эпизод выбора между двумя машинами был комически обыгран в начале фильма).
Вооружение в фильме: плазменная пушка и пулемёт на правой руке, ракетницы на плечах.
Скорострельность: пушка — 30 выстрелов в минуту, ракетницы — 2 выстрела в минуту.
Дальность поражения: пушка — 550 метров, ракетницы — 1500 метров.
Защитное приспособление: маска, прикрывающая оптические сенсоры.
Дополнительное вооружение: титановый меч, выдвигающийся из левой руки.
Уязвимые места — нижняя часть корпуса и ноги.
Бамблби может изменить свой облик, без копирования машин.Это было показано в некоторых комиксах.
В «Первом поколении» Бамблби вооружён бластером, Кроме того, он, подобно Саундвейву, оснащён небольшим, похожим на птицу мини-спутником, скрытым в его левом плече; этот спутник способен вычислить местонахождение любого предмета, попадающего в поле видимости, и просчитать направление его движения, а также посылать сигналы о своём местонахождении.
В «Анимейтед» вооружён двумя разрядными устройствами (наподобие генератора Тесла), хотя пользуется главным образом тем, которое у него на правой руке. В одном из эпизодов третьего сезона, Рэтчет усиливает его разрядные устройства.
В «Прайме» его оружие — два двухствольных лазерных пистолета, укреплённые на руках около запястий.
Бамблби — очень проворный не только в техноформе, но и в режиме робота: он быстро бегает и владеет приёмами карате, что позволяет ему успешно справляться даже с довольно сильными противниками.
По официальной шкале боевые качества Бамблби оцениваются следующим образом: храбрость — 10, интеллект и скорость — 8, выносливость — 7, сила, огневая мощь и мастерство — 6, ранг — 7.

## Компьютерные игры
В «Transformers: The Game» Бамблби выполняет ту же роль, что и в фильме. Но в его сиквеле ему поручается задача убить десептикона Баррикейда. В «Transformers: War for Cybertron» Бамблби помогает Оптимусу Прайму и Рэтчету победить Старскрима, освободить Зету Прайма и после атаки Аэроботов добить Триптикона. В «Transformers: Fall of Cybertron» Бамблби в самом начале игры сражается против Десептиконов вместе с остальными Автоботами, но потом жертвует собой, прикрывая своим телом Оптимуса от выстрела Мегатрона. В игре Transformers Devastation выступает в качестве одного из 5 играбельных персонажей.